# Funkcja odwrotna
Funkcja odwrotna – funkcja przyporządkowująca wartościom jakiejś funkcji jej odpowiednie argumenty, czyli działająca odwrotnie do niej.

## Definicja

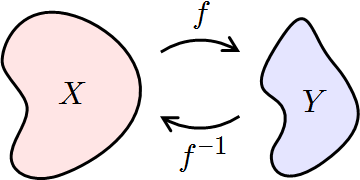
Jeżeli odwzorowuje na to odwzorowuje na

Funkcję {\displaystyle f\colon X\to Y} nazywamy odwracalną w {\displaystyle Y,} gdy istnieje funkcja {\displaystyle g\colon Y\to X} taka, że:
{\displaystyle g{\big (}f(x){\big )}=x} dla każdego {\displaystyle x\in X}
{\displaystyle f{\big (}g(y){\big )}=y} dla każdego {\displaystyle y\in Y.}
Innymi słowy {\displaystyle g} jest taką funkcją, że złożenia {\displaystyle g\circ f} oraz {\displaystyle f\circ g} są identycznościami, odpowiednio, na zbiorze {\displaystyle X} i {\displaystyle Y.} Funkcję {\displaystyle g} nazywamy funkcją odwrotną do {\displaystyle f} i oznaczamy symbolem {\displaystyle f^{-1}.}
Bezpośrednio z definicji wynika, że {\displaystyle f} jest funkcją odwracalną w {\displaystyle Y} wtedy i tylko wtedy, gdy jest funkcją wzajemnie jednoznaczną (bijekcją), czyli jednocześnie jest funkcją różnowartościową (iniekcją) i funkcją „na” (surjekcją).
Oznaczenia {\displaystyle f^{-1}(x)} nie należy mylić z symbolem {\displaystyle {\big (}f(x){\big )}^{-1}={\tfrac {1}{f(x)}}.}

## Istnienie
Nie dla każdej funkcji istnieje funkcja do niej odwrotna.
Twierdzenie
Funkcja jest odwracalna wtedy i tylko wtedy, gdy jej relacja odwrotna jest funkcją nazywaną wówczas funkcją odwrotną; relacja odwrotna, to relacja otrzymana przez zamienienie miejscami jej argumentów.
Wynika z tego, iż relacja ze zbioru wartości do zbioru argumentów dla danej funkcji niebędącej bijekcją nie musi być funkcją.

## Wyznaczanie
Wyznaczenie funkcji odwrotnej {\displaystyle g} do danej {\displaystyle f} polega na rozwiązaniu równania
{\displaystyle y=f(x)}
względem niewiadomej {\displaystyle x.} Rozwiązanie, czyli
{\displaystyle x=g(y),}
to poszukiwana funkcja odwrotna.

## Przykłady

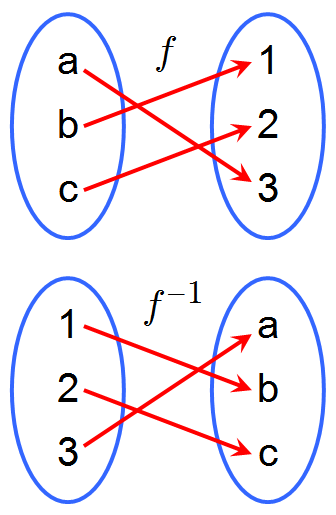
Funkcja ma odwrotną ponieważ odwzorowuje na 3, to przekształca 3 w

- Przypisanie numeru PESEL każdemu (żyjącemu) Polakowi można odwrócić w naturalny sposób: znajdując Polaka według numeru PESEL. (Zakładając, że funkcja przypisująca PESEL jest injekcją, co nie jest prawdą z powodu błędów w przyznawaniu numerów PESEL[2])
- Funkcja logarytmiczna jest odwrotna do funkcji wykładniczej.
- Funkcją odwrotną do funkcji liczbowej danej wzorem {\displaystyle y(x)=3x} jest funkcja {\displaystyle x(y)={\tfrac {y}{3}}.}
- Funkcja {\displaystyle f(n)=n^{2}} nie jest odwracalna jako funkcja określona na zbiorze liczb całkowitych – chociażby dlatego, że {\displaystyle f(1)=f(-1)=1} (nie jest różnowartościowa), jak również i na zbiorze liczb naturalnych, ponieważ nie jest surjekcją, w związku z tym funkcja dana wzorem {\displaystyle g(n)={\sqrt {n}}} dla {\displaystyle n\in \mathbb {N} } nie jest funkcją odwrotną do funkcji {\displaystyle f.}
- Funkcją odwrotną do funkcji danej wzorem {\displaystyle h(x)={\tfrac {1}{x}}} dla {\displaystyle x\neq 0} jest ona sama, tzn. {\displaystyle h^{-1}(x)={\tfrac {1}{x}}} (zob. Inwolucje).

## Własności

### Jednoznaczność
Jeżeli funkcja odwrotna do danej istnieje, to jest ona wyznaczona jednoznacznie: jest ona relacją odwrotną.

### Symetria
Między funkcją a funkcją do niej odwrotną istnieje symetria. Dokładniej, jeśli odwrotną do {\displaystyle f} jest {\displaystyle f^{-1},} to odwrotną do {\displaystyle f^{-1}} jest funkcja {\displaystyle f.} Symbolicznie:
{\displaystyle {\begin{aligned}&{\text{jeżeli }}&f^{-1}\circ f=\operatorname {id} _{X},\\&{\text{to }}&f\circ f^{-1}=\operatorname {id} _{Y}.\end{aligned}}}
Obserwacja ta zachodzi na mocy uwagi, iż odwrotność relacji jest inwolucją: powtórzenie tej operacji cofa do punktu wyjścia. Własność symetrii może być wyrażona krótko za pomocą wzoru:
{\displaystyle \left(f^{-1}\right)^{-1}=f.}

### Odwrotność złożenia

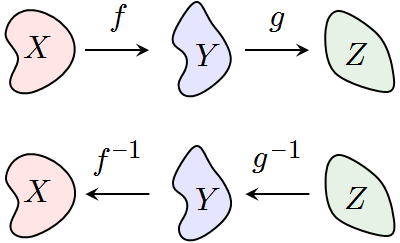
Funkcją odwrotną do jest

Funkcja odwrotna do złożenia funkcji dana jest wzorem
{\displaystyle (g\circ f)^{-1}=f^{-1}\circ g^{-1}.}
Należy zwrócić uwagę na zmianę porządku {\displaystyle g} i {\displaystyle f{:}} aby odwrócić działanie {\displaystyle g} następującego po {\displaystyle f} należy najpierw odwrócić {\displaystyle f,} a następnie odwrócić {\displaystyle g.}

### Inwolucje
Jeżeli {\displaystyle X} jest dowolnym zbiorem, to funkcja tożsamościowa na {\displaystyle X} jest swoją własną odwrotnością:
{\displaystyle \operatorname {id} _{X}^{-1}=\operatorname {id} _{X}.}
Ogólniej, jeżeli funkcja {\displaystyle f\colon X\to X} jest równa swojej odwrotności wtedy i tylko wtedy, gdy złożenie {\displaystyle f\circ f} jest równe {\displaystyle \operatorname {id} _{X}.} Takie funkcje nazywa się inwolucjami.

### Zachowywane własności
- Funkcja odwrotna do funkcji monotonicznej jest monotoniczna: odwrotna do rosnącej jest rosnąca, zaś odwrotna do malejącej jest malejąca.
- Funkcja odwrotna do funkcji ciągłej {\displaystyle \mathbb {R} \to \mathbb {R} } jest ciągła.
- Funkcja odwrotna do funkcji różniczkowalnej {\displaystyle f(x)} jest różniczkowalna wszędzie, z wyjątkiem obrazów punktów, dla których {\displaystyle f'(x)=0,} w szczególności {\displaystyle (f^{-1})'(y)={\tfrac {1}{f'(x)}}}
- Dla funkcji rzeczywistej zmiennej rzeczywistej {\displaystyle f} jej wykres w kartezjańskim układzie współrzędnych {\displaystyle OXY} (o równaniu {\displaystyle y=f(x)}) jest symetryczny do wykresu funkcji odwrotnej do niej (o równaniu {\displaystyle y=f^{-1}(x)}) względem prostej {\displaystyle y=x}[1].